# Андрей (Сапеляк)
Андрей Михайлович Сапеляк (укр. Андрій Михайлович Сапеляк, исп. Andrés Sapelak) - украинец, родился 13 декабря 1919 год, село Рышкова-Воля, Ярославский повят, Подкарпатское воеводство, Польша — умер 6 ноября 2017, Винники, Львовская область, Украина) — епископ Украинской Грекокатолической церкви, первый епископ епархии Покрова Пресвятой Богородицы в Буэнос-Айресе с 9 февраля 1968 года по 12 декабря 1997 года. Член монашеской конгрегации салезианцев.

## Биография
Родился 13 декабря 1919 года в многодетной украинской крестьянской семье Михаила Сапеляка и Агафии Ярош в селе Пышкова-Воля Подкарпатского воеводства в Польше. После окончания гимназии в Перемышле вступил в монашескую конгрегацию салезианцев. 29 июня 1949 года был рукоположён в священники. Потом изучал каноническое право в Салезианском университете в Турине, Италия. В 1951 года был одним из основателей Украинской папской малой семинарии святого Иосафата в Риме. Был её первым ректором.
14 августа 1961 года Римский папа Иоанн XXIII назначил его вспомогательным епископом Ординариата для верных восточного обряда в Аргентине и титулярным епископом Севастополя Фракийского. 15 октября 1961 года состоялась его хиронония, которую совершил епископ титулярный архиепископ Леукаса, член Римской курии Иван Бучко в сослужении с белградским архиепископом Габриэлем Букатко и апостольским экзархом Франции Владимиром Маланчуком.
Участвовал в работе Второго Ватиканского собора.
9 февраля 1968 года Папа Римский Павел VI основал апостольский экзархат для украинских греко-католиков, проживающих в Аргентине и назначил Андрея Сапеляка его первым ординарием.  24 апреля 1978 года Папа Римский Павел VI апостольской конституцией Cum praeterito преобразовал экзархат до ранга епархии и Андрей Сапеляк стал её первым епископом.
12 декабря 1997 года подал в отставку. В этом же году переселился на Украину и поселился в Верхнеднепровске Днепропетровской области. В ноябре 2013 года принял украинское гражданство.
Скончался 6 ноября 2017 года после тяжёлой болезни.

## Сочинения
- «Українці в Аргентині» (Буэнос-Айрес, 1963),
- «Українська церква на II Ватиканському Соборі» (Рим, 1967),
- «Отець Степан Вапрович» (Рим, 1970),
- «Отець Іван Сенишин» (Львів, 1997),
- «Київська церква на Слов'янському Сході» (Львів, 1999),
- «Україна крізь віки. Релігійно церковний аспект»